# Fatma Zahra Maater
Fatma Zahra Maater, Fatma Zahra Maatar ou Fatma Ezzahra Maatar (arabe : فاطمة الزهراء معطر), née en 1984, est une actrice tunisienne.
Elle est notamment connue pour son rôle de Marwa dans la série télévisée Njoum Ellil. En mai 2010, elle fait la couverture du magazine people Tunivisions, puis celle du magazine Star Mag en septembre. Elle est en couverture du magazine tunisien E-jeune en décembre 2012.

## Télévision

### Séries
- 2006 : Hkeyet El Aroui de Habib Jomni
- 2007 : Kamanjet Sallema de Hamadi Arafa[3]
- 2008 : Bin Ethneya de Habib Mselmani
- 2009 : Choufli Hal (invitée de l'épisode 13 de la saison 5) d'Abdelkader Jerbi : Amal
- 2009-2013 : Njoum Ellil de Madih Belaïd et Mehdi Nasra

### Téléfilms
- 2012 : Alkannass de Yosri Bouassida